# Setascutum ohauense
Setascutum ohauense is een rechtvleugelig insect uit de familie grottensprinkhanen (Rhaphidophoridae). De wetenschappelijke naam van deze soort werd in 1972 gepubliceerd door Richards.